# 浄照寺
浄照寺（じょうしょうじ）は、奈良県磯城郡田原本町にある浄土真宗本願寺派の寺院。
山号は松慶山。本尊は阿弥陀如来。田原本御坊とも称される。

## 歴史
天正11年4月（1583年）、織田信長の後継者の地位を争って、羽柴秀吉と柴田勝家が賤ヶ岳の戦いを起こした。この戦いで秀吉子飼いの7人の武将が活躍し、「賤ヶ岳の七本槍」と呼ばれる勇名を馳せたが、その一人平野長泰は軍功により、田原本他6か村を与えられ5千石の領主となる。しかし、長泰は生涯、田原本の地に居住することはなかった。
正保4年（1647年）、長泰より田原本地領（寺内町）の経営を任されていた真宗寺院の真宗大谷派教行寺は、2代目領主長勝との間に支配権のことで対立し、広陵町箸尾へ立ち退かせられる。
慶安元年（1648年）、領主長勝は田原本に陣屋を築造する。
慶安4年（1651年）、長勝は教行寺の跡地を二分し、北側に平野家の菩提寺である浄土宗本誓寺を招請建立し、南側に浄土真宗の寺院「円城寺」（淨照寺の前身）を建立した。領主は円城寺と地域末寺8か寺を加えて浄土真宗本願寺第13世門主良如上人に寄進した。住職は本願寺門主が務め、御門跡兼帯所（御坊・別院）として、筋壁（表塀の五本の筋）が使用される。
その後、本願寺御坊として、72か寺の末寺や配下を有した。大和には5か所の御坊が存在しており、今井・称念寺、御所・円照寺、高田・専立寺、畝傍・信光寺と併せて大和五ヶ所御坊と称せられた。御坊は、本願寺と地方寺院及び地域を取り次ぐ役割を担うための格式と権威を有し、中本山としての機能を果たしていた。
寛延2年（1749年）、円城寺は寺号を浄照寺に改める。
明治10年 (1877年)、明治天皇行幸の行在所となる。
明治23年 (1890年)、昭憲皇太后行啓、宿泊所となる。
昭和62年（1987年）、本堂が奈良県指定有形文化財に指定された。

## 建物
- 本堂 - 桁行20.17メートル、梁間20.40メートル、棟高14.5メートル。一重入母屋造・本瓦葺・向拝一間。創建年代は、浄土真宗初期の建築様式を残していることと、文書記録から、慶安4年（1651年）第2代目領主平野永勝により創建されたものと思われる。安政6年（1859年）に震災後の崩壊した向拝を修理。
- 庫裡・書院・対面所（御殿） - 本堂の西北側に建立。庫裏および対面所は、江戸後期頃の建築とされている。対面所は、明治天皇行幸の折、大規模な改造が施された。
- 山門 - 本瓦葺、高麗門。伏見城の城門を領主が拝領したものとして伝わる。
- 鐘楼 - 本瓦葺、建築様式から江戸初期に建立されたと考えられる。梵鐘は、京都の大谷本廟にあったものが下付された。
- 太鼓楼 - 本瓦葺二層。元来、長屋門と太鼓楼は別棟であったが、明治頃に長屋門上層部に移築。

## 文化財
- 奈良県指定有形文化財
  - 本堂
- その他の文化財
  - 親鸞「大幅の御影」親鸞72歳の画像。(絹本）　京都大谷本廟に安置されていたものを下付される。
  - 奉納額 「真解脱」9代目領主平野永發（ながゆき）筆。

## 所在地
- 奈良県磯城郡田原本町茶町584